# Kjetil Haug
Christian Kjetil Haug (Fredrikstad, 12 giugno 1998) è un calciatore norvegese, portiere del Tolosa.

## Carriera

### Club
Haug è cresciuto nelle giovanili del Kvik Halden, per poi entrare a far parte di quelle del Sarpsborg 08. Il 14 dicembre 2013 è stato reso noto il suo passaggio agli inglesi del Manchester City, a partire dal 1º luglio 2014. Il 1º settembre 2017 è passato al Peralada con la formula del prestito.
Il 27 marzo 2018, Haug ha firmato un contratto triennale con il Sogndal, compagine all'epoca militante in 1. divisjon. Ha esordito con questa casacca il successivo 18 aprile, quando è stato schierato titolare nella vittoria per 1-4 arrivata sul campo dell'Øystese, sfida valida per il primo turno del Norgesmesterskapet. Il 7 agosto 2018 è passato all'Elverum, in 2. divisjon, con la formula del prestito. Ha debuttato l'11 agosto, impiegato da titolare nel successo per 1-2 maturato sul campo del Bærum.
Rientrato al Sogndal per fine prestito, in data 24 aprile 2019 si è trasferito al Vålerenga con la medesima formula. Ha giocato la prima partita con la nuova maglia il successivo 2 maggio, schierato titolare nel successo per 0-3 in casa del Faaberg, nel primo turno del Norgesmesterskapet. Il 25 giugno 2019, il Vålerenga ha acquistato Haug a titolo definitivo: il portiere ha firmato un contratto valido fino a luglio 2022.
Il 29 luglio 2021 ha disputato il primo incontro nelle competizioni UEFA per club, seppure nei turni preliminari: è stato infatti titolare nel successo per 2-0 sul Gent, sfida valida per i turni preliminari dell'Europa Conference League. Il 15 agosto seguente ha debuttato invece in Eliteserien, nel pareggio per 1-1 maturato in casa del Tromsø. Il 25 gennaio 2022 ha rinnovato il contratto che lo legava al club, fino al 31 dicembre 2023.
Il 28 giugno 2022 è stato ufficializzato il trasferimento di Haug ai francesi del Tolosa. In quella stagione non ha disputato alcun incontro nella Ligue 1, ma è stato il portiere titolare nella vincente campagna in Coppa di Francia, conclusasi con il successo in finale per 5-1 sul Nantes, in cui Haug ha difeso i pali della porta del Tolosa.
Il 24 agosto 2023 è stato ceduto al Sarpsborg 08 con la formula del prestito. È tornato a calcare i campi dell'Eliteserien due giorni più tardi, in occasione della vittoria per 4-0 arrivata sul Tromsø.
Rientrato poi al Tolosa al termine del prestito, il 6 febbraio 2024 è stato ceduto al Bodø/Glimt con la medesima formula. Il club aveva infatti la necessità di aggiungere un nuovo portiere alla propria rosa, a causa degli infortuni di Nikita Hajkin e Julian Faye Lund, che sarebbero stati indisponibili in vista dell'imminente sfida valida per gli spareggi contro l'Ajax in Europa Conference League. Il 15 febbraio ha giocato la prima partita con questa maglia, contro i lancieri: nella sfida di andata di Amsterdam, l'incontro è terminato 2-2. Il Bodø/Glimt è stato eliminato al termine del doppio confronto. Il 18 luglio 2024, il prestito di Haug è stato interrotto e il portiere ha fatto ritorno al Tolosa.
Il 24 agosto 2024 è stato ceduto all'Odd, ancora in prestito. Anche in questo caso, è stato tesserato in sostituzione del portiere titolare André Hansen, alle prese con un lungo infortunio. Il 25 agosto ha esordito quindi con la nuova casacca, nella sconfitta interna per 1-3 subita contro il Rosenborg. Al termine della stagione, l'Odd è retrocesso in 1. divisjon.
Tornato ancora una volta al Tolosa, è stato aggregato alla rosa nel ruolo di secondo portiere. Il 9 febbraio 2025 ha debuttato in Ligue 1, schierato titolare nel pareggio per 2-2 arrivato sul campo dell'Auxerre.

### Nazionale
Haug ha giocato il primo incontro per la Norvegia Under-21 in data 20 novembre 2018, sostituendo Julian Faye Lund nella vittoria in un'amichevole disputata a La Manga del Mar Menor contro la Turchia col punteggio di 2-3.

## Statistiche

### Presenze e reti nei club
Statistiche aggiornate al 7 marzo 2025.
| Stagione         | Club             | Campionato       | Campionato | Campionato | Coppe nazionali | Coppe nazionali | Coppe nazionali | Coppe continentali | Coppe continentali | Coppe continentali | Supercoppe | Supercoppe | Supercoppe | Totale | Totale |
| Stagione         | Club             | Comp             | Pres       | Reti       | Comp            | Pres            | Reti            | Comp               | Pres               | Reti               | Comp       | Pres       | Reti       | Pres   | Reti   |
| ---------------- | ---------------- | ---------------- | ---------- | ---------- | --------------- | --------------- | --------------- | ------------------ | ------------------ | ------------------ | ---------- | ---------- | ---------- | ------ | ------ |
| mar.-ago. 2018   | Sogndal          | 1D               | 0          | 0          | CN              | 2               | -3              | -                  | -                  | -                  | -          | -          | -          | 2      | -3     |
| ago.-dic. 2018   | Elverum          | 2D               | 12         | -21        | CN              | -               | -               | -                  | -                  | -                  | -          | -          | -          | 12     | -21    |
| 2019             | Vålerenga        | ES               | 0          | 0          | CN              | 2               | 0               | -                  | -                  | -                  | -          | -          | -          | 2      | 0      |
| 2020             | Vålerenga        | ES               | 0          | 0          | -               | -               | -               | -                  | -                  | -                  | -          | -          | -          | 0      | 0      |
| 2021             | Vålerenga        | ES               | 14         | -15        | CN              | 3               | -4              | UECL               | 1                  | 0                  | -          | -          | -          | 17     | -19    |
| gen.-giu. 2022   | Vålerenga        | ES               | 12         | -22        | CN              | 2               | -4              | -                  | -                  | -                  | -          | -          | -          | 14     | -26    |
| Totale Vålerenga | Totale Vålerenga | Totale Vålerenga | 26         | -37        |                 | 5               | -8              |                    | 1                  | 0                  |            | -          | -          | 32     | -45    |
| 2022-2023        | Tolosa           | L1               | 0          | 0          | CF              | 6               | -5              | -                  | -                  | -                  | -          | -          | -          | 6      | -5     |
| ago.-dic. 2023   | Sarpsborg 08     | ES               | 11         | -19        | CN              | -               | -               | -                  | -                  | -                  | -          | -          | -          | 11     | -19    |
| feb.-lug. 2024   | Bodø/Glimt       | ES               | 0          | 0          | CN              | 3               | -4              | UECL               | 2                  | -4                 | -          | -          | -          | 5      | -8     |
| ago.-dic. 2024   | Odd              | ES               | 11         | -22        | CN              | -               | -               | -                  | -                  | -                  | -          | -          | -          | 11     | -22    |
| gen.-giu. 2025   | Tolosa           | L1               | 5          | -5         | CF              | 0               | 0               | -                  | -                  | -                  | -          | -          | -          | 5      | -5     |
| Totale Tolosa    | Totale Tolosa    | Totale Tolosa    | 5          | -5         |                 | 6               | -5              |                    | -                  | -                  |            | -          | -          | 11     | -10    |
| Totale           | Totale           | Totale           | 65         | -104       |                 | 16              | -20             |                    | 3                  | -4                 |            | -          | -          | 84     | -128   |

## Palmarès

### Club

#### Competizioni nazionali
- Coppa di Francia: 1

Tolosa: 2022-2023